# L'apotecari d'Olot
L'apotecari d'Olot és una comèdia en tres actes i en vers, original de Frederic Soler, estrenada al teatre Romea de Barcelona, el dia 28 de setembre de 1871.

## Repartiment de l'estrena
- Justina: Rosalia Soler
- Senyor Cosme: Lleó Fontova
- Don Nicanor: Josep Clucellas
- Don Sebastià: Andreu Cazurro
- Don Dimas: Iscle Soler
- Serafí: Frederic Fuentes
- Geroni: Joaquim Pinós
- Un pagès: ?
- Un noi: ?

## Edicions
- 3ª ed.: La Escena Catalana. Any VIII (segona època). Barcelona, 21 febrer 1925. Núm. 172